# Cicurina sprousei
Cicurina sprousei är en spindelart som beskrevs av Willis J. Gertsch 1992. Cicurina sprousei ingår i släktet Cicurina och familjen kardarspindlar. Inga underarter finns listade i Catalogue of Life.